# Edmund Buchner
Edmund Buchner (Ittling cerca de Straubing, Baviera, Alemania, 22 de octubre de 1923-Múnich, Baviera, Alemania, 27 de agosto de 2011) fue un historiador y presidente del Deutsches Archäologisches Institut (Instituto Arqueológico Alemán). Se graduó en 1953 en la Universidad de Erlangen con una tesis acerca del Panegírico de Isócrates. Es conocido por haber realizado estudios históricos, arqueológicos y gnomónicos sobre el Solarium Augusti, un reloj solar horizontal instalado en el Campo de Marte en Roma.

## Obra
- Der Panegyrikos des Isokrates. Eine historisch-philologische Untersuchung. Steiner, Wiesbaden 1958.
- Die Sonnenuhr des Augustus. Zabern, Mainz 1982, ISBN 3-8053-0430-7.
- Neues zur Sonnenuhr des Augustus. In: Nürnberger Blätter zur Archäologie, Heft 10 (1993/94), p. 77–84.
- Ein Kanal für Obelisken. Neues vom Mausoleum des Augustus in Rom. In: Antike Welt 27 (1996), H. 3, p. 161–168.